# موريس ماير
موريس ماير (بالفرنسية: Maurice Meyer)‏ (1 يناير 1894 - 25 مارس 1971) هو لاعب كرة قدم فرنسي سابق كان يلعب كمدافع.

## وصلات خارجية
- موريس ماير على موقع قاعدة بيانات كرة القدم.إي يو (الإنجليزية)
- موريس ماير على موقع ناشيونال فوتبول تيمز (الإنجليزية)
- موريس ماير على موقع عالم كرة القدم.نت (الإنجليزية)